# Kafarnaum
Kafarnaum (hebr. כְּפַר נַחוּם, Kefar Nachum; arab. كفر ناحوم, Kafr Nahum; pol. Wioska Nahuma) – dawne miasto z czasów Hasmoneuszy (II–I wiek p.n.e.), położone nad Jeziorem Tyberiadzkim na północy Izraela. Miejscowość kilkakrotnie pojawia się na kartach Nowego Testamentu, i jest związana z osobą Jezusa Chrystusa. W 1894 roku ruiny wykupili franciszkanie, którzy rozpoczęli prace wykopaliskowe, a następnie renowację zabytków.
Najważniejsza, zachodnia część stanowiska archeologicznego (obecnie odkryta jest zaledwie 1/3 obszaru dawnego miasta) jest własnością Kustodii Ziemi Świętej, która w jej sąsiedztwie posiada klasztor Franciszkanów w Kafarnaum. Okoliczne pola należą do łacińskiego patriarchatu Jerozolimy, a w północnej części położony jest prawosławny Monaster Dwunastu Apostołów. Natomiast w północno-wschodniej części utworzono Park Narodowy Kafarnaum.

## Położenie
Pozostałości osady Kafarnaum są położone na wysokości od 206 do 209 metrów p.p.m. na północno-zachodnim wybrzeżu Jeziora Tyberiadzkiego, w depresji Doliny Jordanu na północy Izraela. Kafarnaum oddalone jest o około 5 km od ujścia Jordanu do jeziora, oraz o 15 km od Tyberiady. Na północny wschód od parku archeologicznego do jeziora uchodzi strumień Korazim. Okoliczny teren stromo wznosi się w kierunku północno-zachodnim .

## Historia

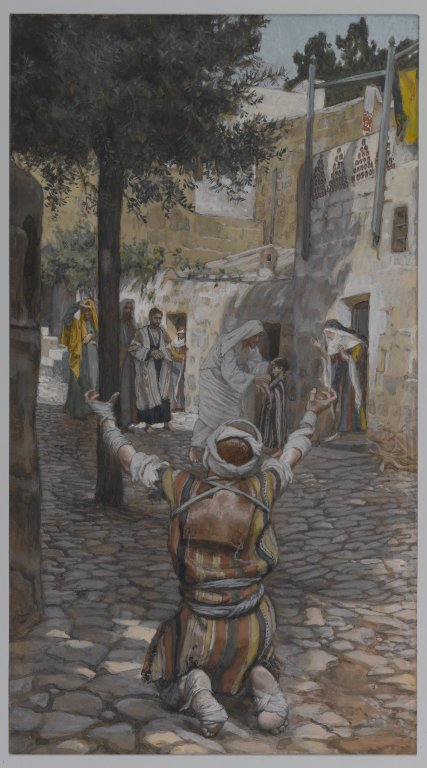
Uzdrowienie trędowatego w Kafarnaum – obraz Jamesa Tissot

Badania archeologiczne wskazują, że okolica Kafarnaum była sporadycznie zamieszkiwana już w epoce kamienia i we wczesnym okresie epoki brązu (ok. III tys. p.n.e.). Najstarsze odkryte fragmenty murów są datowane na XII wiek p.n.e. W okresie starożytnego państwa Izraela ślady tej wczesnej osady zanikły, co wskazuje na przerwę w zamieszkiwaniu. Nazwa Kafarnaum nigdy nie jest wymieniana w Starym Testamencie. Żydowska wioska Kafarnaum została założona w czasach Hasmoneuszy w II wieku p.n.e. Po śmierci Heroda Wielkiego Kafarnaum przypadło Herodowi Antypasowi. Była to niewielka wioska rybacka, pozbawiona muru obronnego. Zabudowania ciągnęły się wzdłuż brzegu Jeziora Tyberiadzkiego (z północnego wschodu na południowy zachód). W odległości około 200 metrów na północ od miejscowości znajdował się cmentarz, co było zgodne z wymogami Judaizmu (lokalizacja poza terenem zamieszkanym miasta). Okoliczne tereny były wykorzystywane do celów rolniczych na co wskazują odkryte liczne tłocznie oliwy i pozostałości zbóż. Ważnym źródłem dochodów mieszkańców było także rybołówstwo – w części zachodniej osady odkryto pozostałości przystani rybackiej. Historia rozwoju tutejszych ziem była związana z ważnym strategicznie szlakiem handlowym Via Maris, który łączył Afrykę Północną z krajami Lewantu na północy. Szlak ten łączył Galileę z Damaszkiem, i przebiegał około 200 m na północ od miasta. W Kafarnaum ulokowany był urząd celny (celnikiem był Mateusz) oraz niewielki garnizon rzymski. Kafarnaum było niewielką osadą, która zajmowała teren na przestrzeni około 500 m linii brzegowej jeziora. Pod panowaniem rzymskim miejscowość szybko rozrosła się do rozmiarów miasta, które rozciągnęło się na długości 3 km wzdłuż brzegów jeziora, w kierunku Tabgi. Żydowski historyk Józef Flawiusz, mówiąc o Tabdze w swym dziele zatytułowanym Wojna Żydowska (III, 10, 8) nazywa ją „Źródłami Kafarnaum” . W samym Kafarnaum przebywał lecząc ranę po upadku z konia, o czym wspomina w Życiu Józefa Flawiusza (72) . W pobliżu rzymskiego mauzoleum odkryto kamień milowy z czasów Hadriana z napisem: Imperator Cezar Trajan Hadrian August, syn Trajana, wnuk boskiego Nerwy . Stanowi potwierdzenie, że  dużą rolę w rozwoju miasta odgrywał tutejszy szlak handlowy wiodący z Galilei do Damaszku .

### Okres rzymski
W I wieku n.e. Kafarnaum liczyło około 1000 lub 1500 mieszkańców . Na podstawie odkrytych podczas wykopalisk artefaktów można stwierdzić, że miejscowa ludność utrzymywała się głównie z rolnictwa, rybołówstwa i rzemiosła. Wśród znalezionych elementów narzędzi wymienić można różne rodzaje żaren do mielenia ziarna, instalacje do tłoczenia oliwy, produkcji wina oraz proste urządzenia szlifierskie. Istotną rolę w rozwoju Kafarnaum odgrywało położenie przy szlaku handlowym Via Maris, którym starożytne karawany przemierzały trasę między Egiptem a Damaszkiem. W odległości około 500 m na północny wschód od centrum miejscowości archeolodzy odkryli rzymski kamień milowy z łacińskim napisem Imp(erator)/Caesar Divi/ [Traia]ni Par(thici)/F(ilius) [Divi Nervae N]ep(os) Trai[anus/Ha]drianus Aug(ustus). Położenie miejscowości w pasie granicznym, przy trakcie handlowym wiązało się z poborem należności celnych, który musiał być nadzorowany przez mały garnizon żołnierzy, pod zwierzchnictwem setnika. Brak historycznych wzmianek mówiących, aby Kafarnaum było zaangażowane w wojnę żydowsko-rzymską (66–73) i powstanie Bar-Kochby (132-135). Być może dlatego miasto zostało oszczędzone przez rzymskich żołnierzy. W 70 roku, Żydzi wypędzeni z Judei masowo osiedlali się w Galilei, w tym także w Kafarnaum.

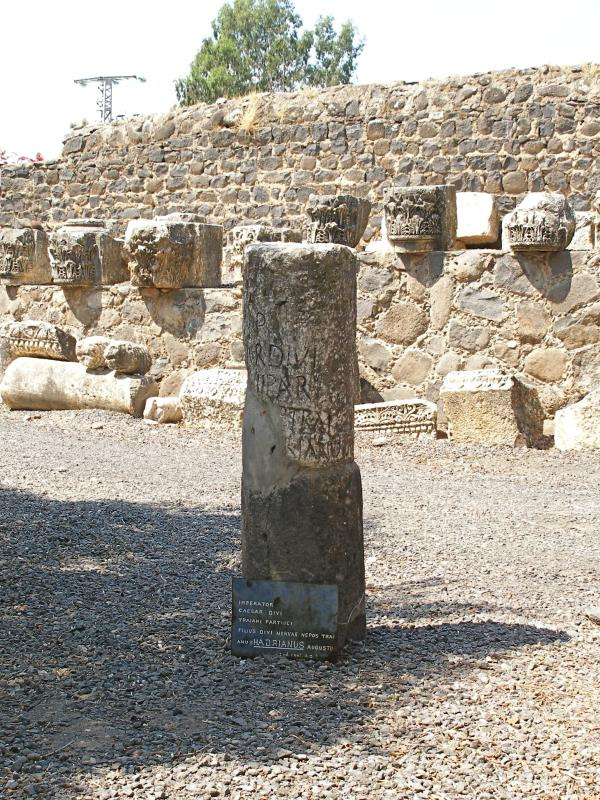
Pozostałości rzymskiego kamienia milowego odkrytego kilkaset metrów na północ od Kafarnaum w kierunku Damaszku

Miejscowość kilkunastokrotnie pojawia się na kartach Nowego Testamentu, i jest związana z osobą Jezusa Chrystusa. Stanowiła centrum działalności Jezusa po opuszczeniu Nazaretu, a Mt 9,1 i Mk 2,1 nazywają je Jego miastem . Formalny status administracyjny miejscowości nie jest jasny. W Ewangelii Łukasza można znaleźć informację, że Kafarnaum było „miastem w Galilei”, ale Józef Flawiusz („Życie”, 72) określa je jako wieś (κώμη) . Pod względem liczby wzmianek (16) w Nowym Testamencie Kafarnaum ustępuje jedynie Jerozolimie. Kafarnaum było wówczas miejscowością przygraniczną, z miejscem poboru podatku celnego. Jezus przeniósłszy się z Nazaretu do Kafarnaum, napotkał tam Szymona, Andrzeja, Jakuba i Jana, rybaków łowiących ryby w Jeziorze Tyberiadzkim. Razem z celnikiem Mateuszem, powołał ich na swoich pierwszych uczniów (apostołów). Kolejne wersety biblijne opisują, że Jezus był bardzo dobrze znany w Kafarnaum i jego okolicach, i że dokonał tu wielu cudów : Jezus tutaj mieszkał, nauczał w synagodze , wypędził złego ducha z opętanego, uleczył teściową Szymona, trędowatego, sługę setnika i paralityka, a także przywrócił do życia córkę Jaira. To tu, według Nowego Testamentu Jezus chodził po wodach Jeziora Tyberiadzkiego. Ze względu na brak większej reakcji na jego nauczanie, Jezus przeklął Kafarnaum. Według tradycji chrześcijańskiej, po zmartwychwstaniu Jezusa, w Kafarnaum obok lokalnej gminy żydowskiej ukonstytuować miała się jedna z pierwszych gmin judeochrześcijańskich, której miejscem spotkań stać się miał dom apostoła Piotra i Andrzeja.

#### Tło społeczne okresu rzymskiego na podstawie Nowego Testamentu
Księgi Nowego Testamentu, które są głównym źródłem informacji o Kafarnaum w okresie rzymskim ukazują tło społeczne miejscowości. Zaproszenie przez Jezusa do stołu Mateusza Lewiego, który był lokalnym celnikiem, wzburzyło lokalnych faryzeuszy, którzy sprawowali pieczę nad życiem religijnym i społecznym ludności. Ewangelia Mateusza, Marka i Jana (Mk 5:21-24,35-43; Mt 9:18-19,23-26; Łk 8:40-42,49-56) opisują, że gdy zmarła córka Jaira, jednego z przełożonych lokalnej synagogi, ten nie zawahał się jednak zwrócić do Jezusa o pomoc. Wspomniane teksty opisują, że Jezus zwrócił się do niej w języku aramejskim, co można uznać za przesłankę iż język ten był w Kafarnaum używany. Prawdopodobnie nie jedynym, bowiem – jak podaje „Oxford Encyclopedia of the Bible and Archaeology” – we wschodniej części jeziora Galilejskiego dość powszechnie używano języka greckiego. Ze wspomnianej już wcześniej relacji Józefa Flawiusza wynika, że w Kafarnaum był w tym czasie dostępny lekarz .

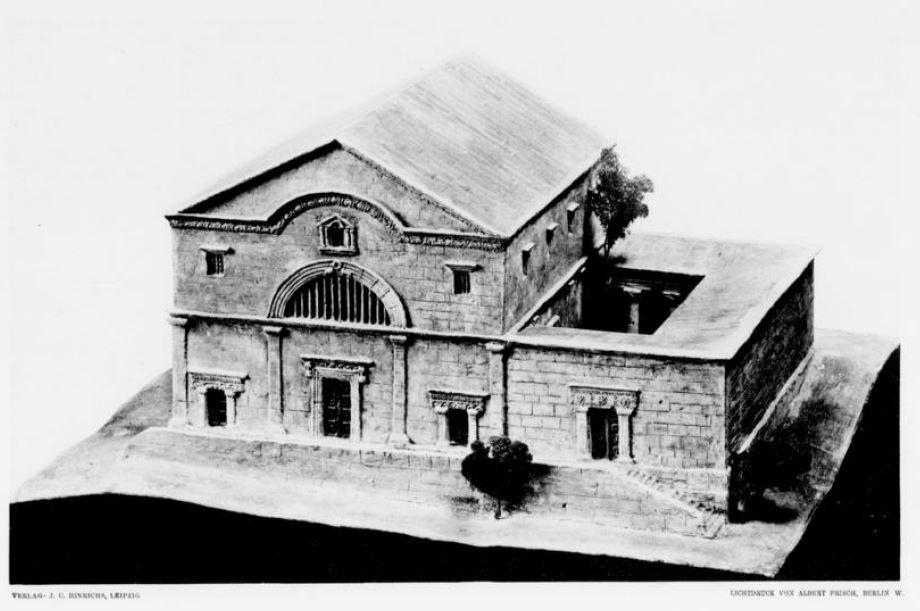
Wizualizacja „Białej synagogi” według Kohla i Watzingera (Lipsk 1916). Widok od południa.

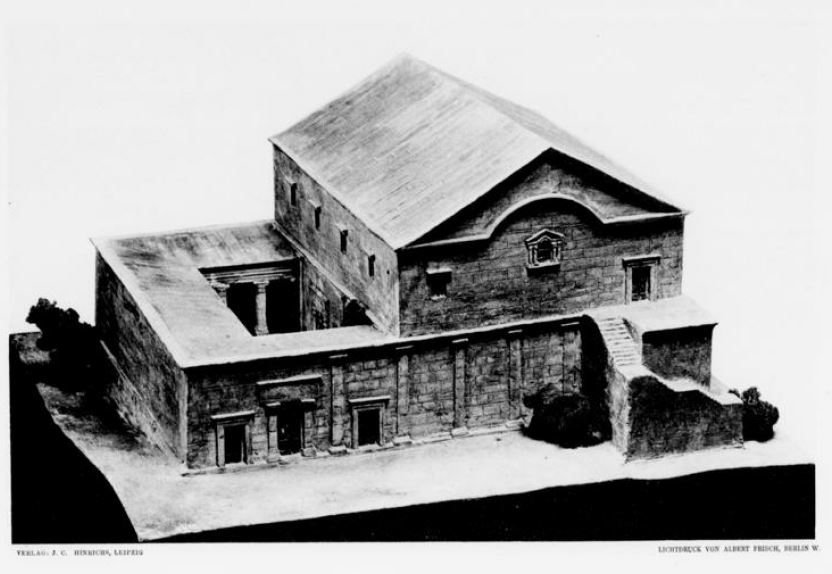
Wizualizacja „Białej synagogi” według Kohla i Watzingera (Lipsk 1916). Widok od północy.

### Okres bizantyński
W okresie panowania Bizancjum Kafarnaum osiągnęło maksymalną fazę wzrostu . Wiadomo, że w tym czasie miasto rozrosło się na tyle, że objęło okoliczne wzgórza . Podawana przez „Oxford Encyclopedia of the Bible and Archaeology”, szacowana powierzchnia miasta sięgała 3 km², a zabudowania rozciągały się na długości 1,5 km wzdłuż linii brzegowej jeziora. Kafarnaum zamieszkiwało wówczas 1500-2000 osób. Zdaniem izraelskiego Ministerstwa Spraw Zagranicznych w okresie między III a VII wiekiem miasto zajmowało obszar około 13 ha . 
W 374 roku Epifaniusz z Salaminy opisywał, że Kafarnaum było jednym z miast, w których Żydzi zabronili mieszkać poganom, czyli chrześcijanom i Samarytanom, aczkolwiek musiał to być zakaz pochodzący z okresu przedkonstantyńskiego, gdyż teksty rabiniczne z IV w. potwierdzają, że w mieście tym mieszkali zarówno Żydzi jak i chrześcijanie. Pod koniec IV wieku wzniesiono nową synagogę, zwaną „białą” (zachowały się jej pozostałości). Egeria odwiedziła Kafarnaum pomiędzy 381 a 384 rokiem. Pisała: „w Kafarnaum dom księcia apostołów przekształcono w kościół, którego oryginalne mury jeszcze stoją (...) Jest tu także synagoga, w której Pan uzdrowił mężczyznę opętanego przez Szatana. Wiodą do niej liczne stopnie, a zbudowana jest z obrobionych kamieni”. W rzeczywistości Egeria widziała kolejną z synagog, która została wzniesiona w tym samym miejscu. W V wieku wspólnota chrześcijańska wybudowała na przypuszczalnym miejscu domu apostoła Piotra bazylikę z baptysterium. Anonimus Piacentinus pisał w 540 roku: „dom św. Piotra jest teraz bazyliką”. Wspomnienia biskupa Arkulfa z kilkumiesięcznej pielgrzymki Arkulfa do Palestyny (którą odbył pomiędzy rokiem 660 a 687) spisane przez Adamnana, opata klasztoru w Hy na wyspie Iona w „Opowieściach biskupa Arkulfa” (De Locis Sanctis)   przynoszą niewiele szczegółów. Arkulf relacjonuje, że Kafarnaum nie miało murów miejskich i było położone w wąskim pasie nadmorskim, pomiędzy jeziorem, a wzgórzami od strony północnej i zachodniej, a rozciągało się na zachód aż do Tabgi  . Okres panowania Bizancjum był czasem współżycia obok siebie wspólnot żydowskiej i judeochrześcijańskiej.

### Wczesny okres arabski
W 614 Syria i Palestyna zostały podbite przez perskiego władcę Chosrowa II Parwiza. W 637 lub 638 roku władzę objęli muzułmanie z Arabii pod wodzą Umara ibn al-Chattaba, kalifa z dynastii kalifów sprawiedliwych. W okresie arabskiego podboju Palestyny, tutejszy kościół i synagoga były zniszczone. Jerome Murphy-O’Connor, irlandzki dominikanin, biblista, teolog katolicki, profesor École Biblique w Jerozolimie twierdzi, że obydwie budowle zostały zniszczone przed podbojem Palestyny przez Umara ibn al-Chattaba. Jego zdaniem prawdopodobna jest wersja wydarzeń, w której Żydzi, bezpośrednio po najeździe z 614 roku zyskali możliwość odwetu za doznane krzywdy i zburzyli kościół, zaś gdy cesarz Herakliusz wyzwolił na krótko Palestynę w 629 roku, chrześcijanie w rewanżu zburzyli synagogę. W 746 lub w 794 roku trzęsienie ziemi zniszczyło miasto, które pomimo ponownej lokacji stopniowo podupadało, aż do czasu całkowitego opuszczenia w XI wieku. W okresie wypraw krzyżowych Kafarnaum wzbudzała zainteresowanie chrześcijan, lecz fakt jego położenia w pobliżu granicy nie pozwalał na wznoszenie budowli i osiedlanie. W XIII wieku niemiecki dominikanin Burchard z góry Syjon relacjonował: „Słynne ongiś miasto Kafarnaum jest obecnie całkowicie wzgardzone; liczy sobie zaledwie siedem domów ubogich rybaków”.

### Wykopaliska archeologiczne

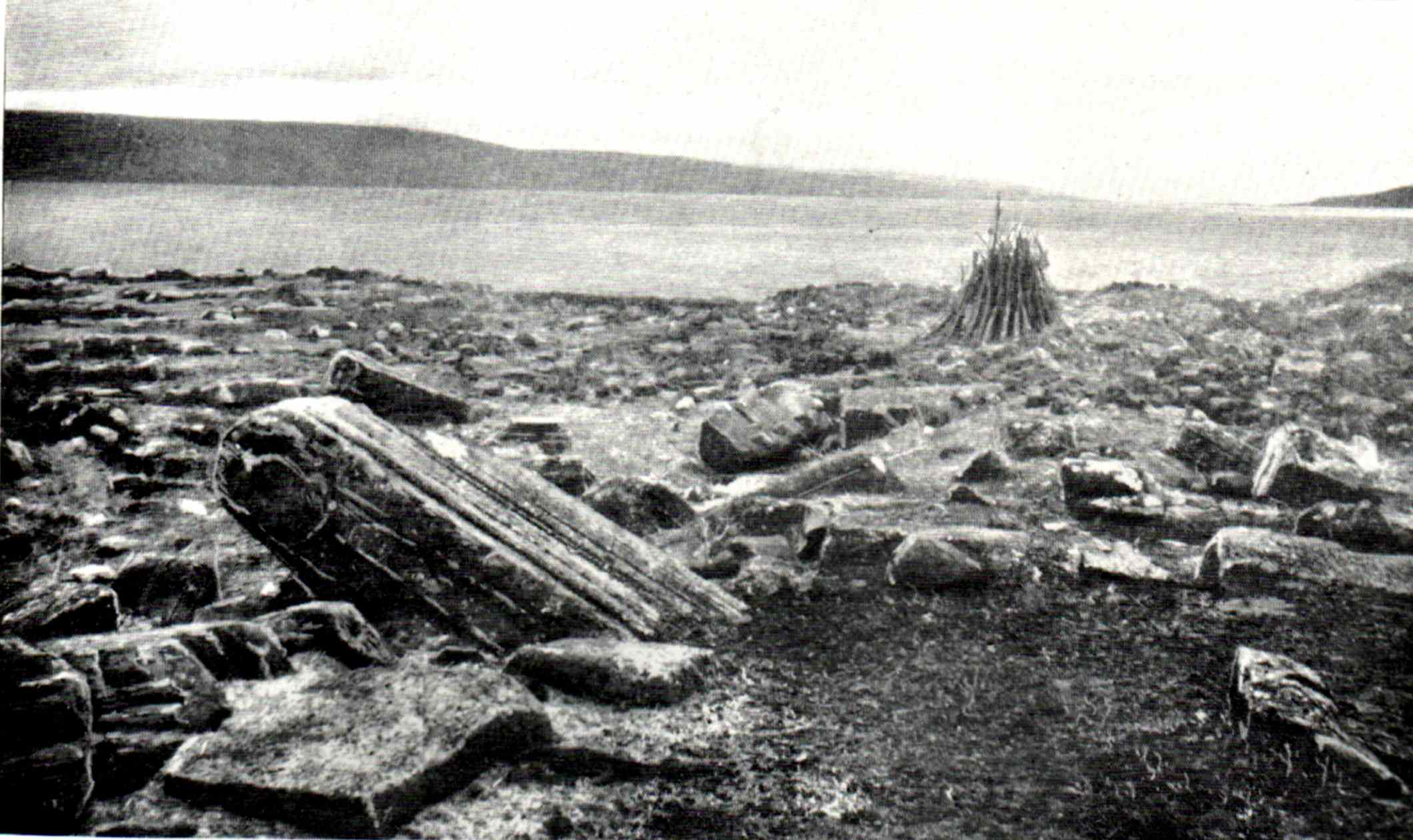
Ruiny Kafarnaum (1890)

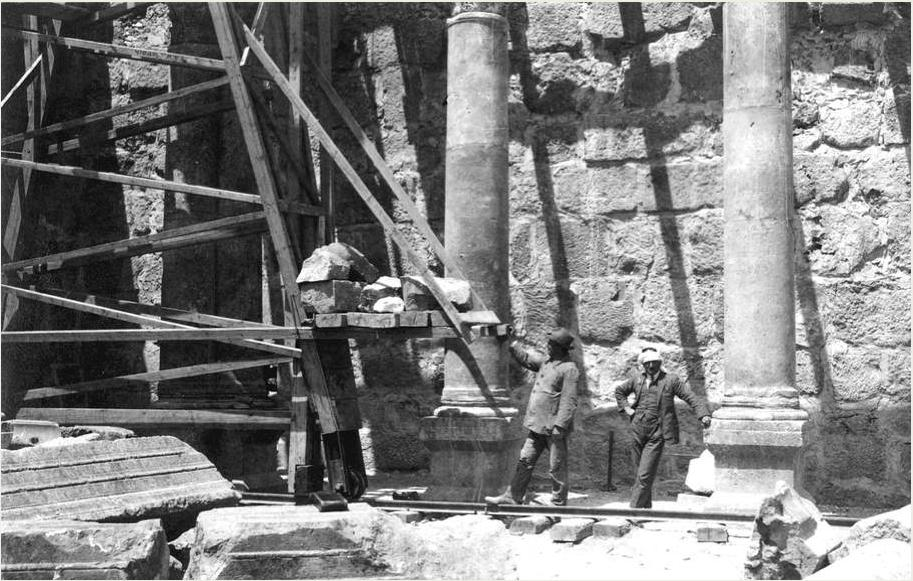
Heinrich Kohl i Karl Watzinger na terenie wykopalisk w 1905

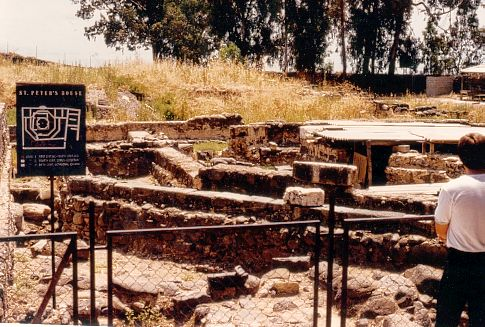
Wykopaliska w miejscu „domu św. Piotra”, około 1980 roku

Ruiny na północnym brzegu jeziora Galilejskiego odkrył w 1838 roku amerykański podróżnik Edward Robinson. Odnalazł także pozostałości synagogi, lecz nie skojarzył odkrytych artefaktów z biblijnym Kafarnaum. Dopiero w 1866 roku brytyjski kapitan Charles William Wilson przeprowadził niewielkie prace archeologiczne i powiązał odkryte ruiny z miastem Jezusa. W 1894 roku franciszkański ojciec Giuseppe Baldi z Neapolu (Kustodia Ziemi Świętej) zdołał odkupić od Beduinów znaczną część tutejszej ziemi (2/3 całego obszaru). Umożliwiło to Franciszkanom wybudowanie w kolejnych latach ogrodzenia, aby chronić ocalałe ruiny przed coraz częstszymi aktami wandalizmu. Aby utworzyć małą oazę dla pielgrzymów zasadzono palmy i drzewa eukaliptusowe sprowadzone z Australii. Zbudowano także niewielką przystań na Jeziorze Tyberiadzkim. Sąsiednią parcelę wykupił Prawosławny patriarchat Jerozolimy (1/3 obszaru). 
Pierwsze faktyczne wykopaliska archeologiczne zostały rozpoczęte w 1905 roku za sprawą Heinricha Kohla i Carla Watzingera. Były one kontynuowane przez franciszkańskich zakonników: Vendelina von Menden w latach 1905-1915 i w latach 1921-1926 przez Gaudenzio Orfali. Wykopaliska odkryły pozostałości dwóch budynków użyteczności publicznej, synagogę (częściowo odnowioną przez księdza Orfali) i ośmioboczny kościół zawierający pozostałości domu, nazwanego Domem św. Piotra. W 1968 roku dzięki pomocy finansowej rządu włoskiego wznowiono prace wykopaliskowe. Były prowadzone w latach 1968-1986 pod kierunkiem oo. V. Corbo ofm i S. Loffreda ofm. Kolejny etap prac był prowadzony w latach 2000-2003 przez o. Loffreda i zespół archeologów z Studium Biblicum Franciscanum. W latach 1978–1982 wykopaliska były prowadzone także na terenach położonych na wschód od synagogi, które są we władaniu greckiego Kościoła prawosławnego . Pracami kierował izraelski archeolog Vassilios Tzaferis. Na tym obszarze odkryto pozostałości zabudowań z okresu po VII wieku. Wzdłuż brzegu jeziora biegnie gruby bazaltowy mur, który w przeszłości pełnił funkcję mola. Dwa inne odcinki muru łączące się pod kątem prostym i wychodzące w głąb jeziora na odległość około 25 m, mogły stanowić ochronną zatokę dla łodzi rybackich. Duża budowla z wewnętrzną sadzawką, której pozostałości odkopano, mogła pełnić funkcję targu rybnego. W zachodnim narożniku wspomnianego terenu zachowały się fragmenty szerokiej utwardzonej drogi, po bokach której usytuowane były duże, tynkowane budynki datowane na początek VII wieku.

### Nazwa
Oryginalna nazwa hebrajska כְּפַר נַחוּם (Kefar Nachum) jest tłumaczona na język polski jako „Wioska Nahuma”, chociaż najwyraźniej nie ma żadnego związku z biblijnym prorokiem Nahumem. Leksykon Josepha Thayera podaje także możliwe znaczenie „Wieś pocieszenia” (כָּפָר: wieś, oraz נַחוּם: pocieszenie). W Ewangeliach zastosowano transliterację na grekę jako Κεφαρναούμ [kä-fär-nä-ü'm], a w wariantach tekstowych Καπερναούμ. W „Życiu” (72) Józefa Flawiusza pojawia się jako Κεφαρνώμην lub Κεφαρνακών. W języku arabskim nazywa się كفر ناحوم (Kafr Nahum) lub تلحوم (Talhum) , co jest skrótem od dwóch słów tall (pol. wzgórze, kopiec) i hum (być może skrót od słowa Nahum, czym najprawdopodobniej nawiązuje do nazwy żydowskiego miasta Kefar Nachum)  .

## Zabytki

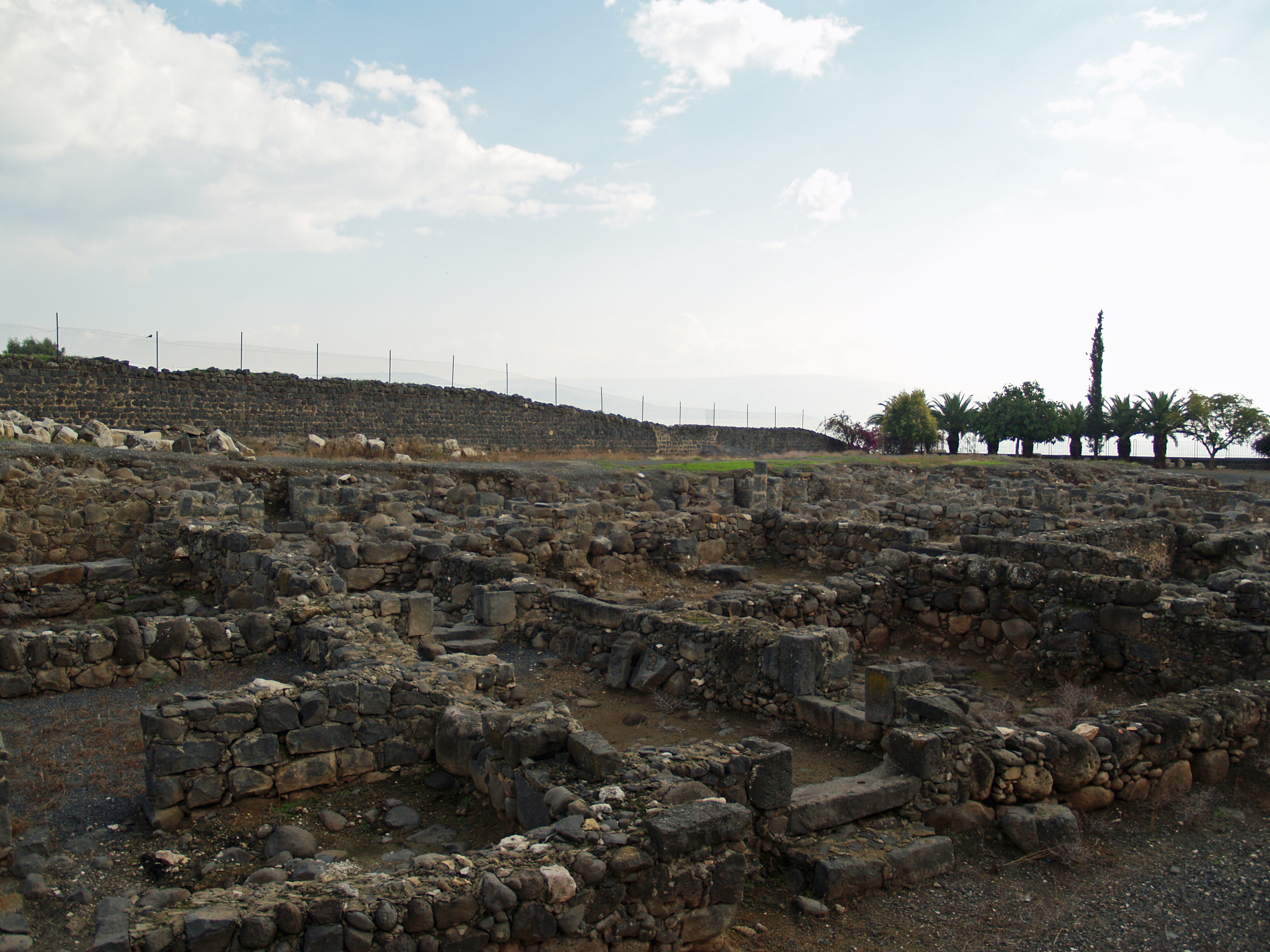
Ruiny starożytnego Kafarnaum

Dzięki przeprowadzanym wykopaliskom archeolodzy odkryli pozostałości budowli i ciągów komunikacyjnych z okresu Drugiej Świątyni . 

### Insule
Budynki mieszkalne miały charakter wielorodzinny. Domy były budowane z miejscowego bazaltu w regularnym, blokowym układzie. W centralnej części domostwa znajdowały się dziedzińce, zaś pokoje mieszkalne usytuowane były dokoła niego. Na dziedziniec, który był wybrukowany bazaltem, wiodło tylko jedno wejście z ulicy , lub (jak utrzymuje Jerome Murphy-O’Connor) pięć. Na dziedzińcach odkryto pozostałości pieców oraz bazaltowe kamienie młyńskie. Ściany domów były tynkowane . Otwory okienne miały surową formę. Na płaskie dachy wiodły schody, ale niektóre domostwa miały dwa piętra. Zamknięty układ poszczególnych grup domostw sugeruje, że służyły one klanom rodzinnym. W każdym kompleksie mieszkało około 15 rodzin, a więc około 100 osób. Zachowane warstwy osadnicze na terenie insuli II są datowane na okres od I do VI wieku. Zlokalizowane po sąsiedzku dwie kolejne insule, oznaczane jako III i IV, powstały w późniejszym okresie

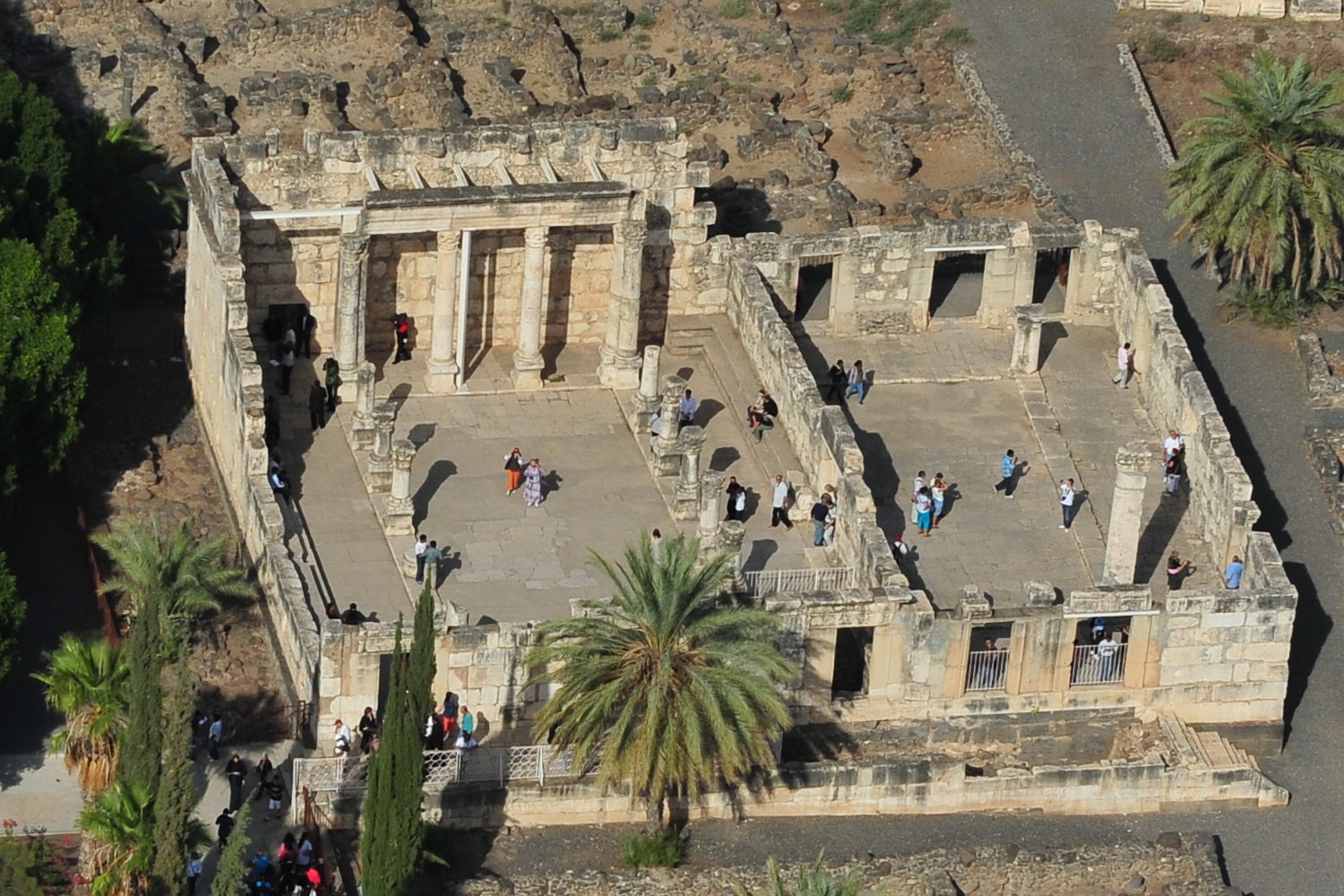
Ruiny Białej synagogi w Kafarnaum

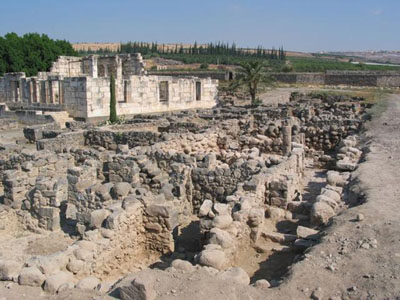
Widok na antyczna Białą synagogę i teren wykopalisk

### Synagoga w Kafarnaum
Na podwyższeniu, w centralnej części odkrytych zabudowań Kafarnaum, zlokalizowane są pozostałości Białej Synagogi. Swoją nazwę zawdzięcza wykonaniu jej z jasnego wapienia, który kontrastuje z czarnym bazaltem sąsiadujących budowli. Jest to jedna z najstarszych zachowanych synagog na świecie. Mury i stylobaty tej synagogi są posadowione na odpowiadającym im fragmentach starszej budowli, która była niemal dwukrotnie szersza od swej następczyni, a wzniesiona była z czarnego bazaltu. Stara synagoga była posadowiona na nieco niższym poziomie i nie wiodły do niej „liczne stopnie” o których wspominała Egeria. Pątniczka musiała więc już oglądać kolejną, przebudowaną synagogę. Dokładne datowanie kolejnych  budowli było przedmiotem debaty. Część naukowców opowiadała się za określeniem czasu powstania synagogi na koniec II lub początek III wieku, bowiem ich zdaniem styl zewnętrznej dekoracji budowli i wykonanie wewnętrznych posadzek z kamiennych płyt są odmienne od rozwiązań architektonicznych i zdobniczych stosowanych w budowlach wznoszonych między IV a VI wiekiem, kiedy to dekoracje były wyraźnie bardziej stonowane, a na posadzce stosowano mozaiki. Ci sami badacze powątpiewali także, czy w IV wieku – a więc już w okresie panowania Konstantyna – możliwe byłoby wniesienie tak okazałej synagogi w bezpośrednim sąsiedztwie chrześcijańskiego kościoła. Przeciwnicy tych opinii wskazywali, że zarówno monety jak i fragmenty ceramiki odkrytej pod posadzką synagogi dowodzą, że nie mogła być ona wzniesiona wcześniej niż w połowie IV wieku i musiała powstać przed wizytą Egerii, która podróżowała po Palestynie pomiędzy 381 a 384 rokiem. 
Wydana w 2013 roku „Oxford Encyclopedia of the Bible and Archaeology”, powołując się na wykonane przez naukowców badania archeologiczne i stratygraficzne, wskazuje że podwyższenie terenu i budowa nowej, „białej” synagogi miała miejsce w ostatnich latach V lub pierwszych latach VI wieku. Wskazuje jednak, że w tej lokalizacji na przestrzeni wieków istniały cztery synagogi.
| lp. | Data powstania / okres istnienia | Cechy budowli                   | Zachowane elementy                                           | Odniesienie historyczne        |
| --- | -------------------------------- | ------------------------------- | ------------------------------------------------------------ | ------------------------------ |
| I   | II wiek p.n.e.-I wiek n.e.       | Na poziomie terenu              | Pozostałości ścian i wypełnień żwirowych                     | Badania archeologiczne         |
| II  | I wiek n.e.                      | Z bazaltu                       | Atrium i żwirowa nawierzchnia                                | Okres rzymski (opisy biblijne) |
| III | IV wiek n.e.                     | Wzniesiona z bazaltu i wapienia | Bazaltowe mury obwodowe i detale architektoniczne z wapienia | Relacja Egerii                 |
| IV  | koniec IV/początek V wiek n.e.   | Budowla z wapienia              | Zachowane fragmenty budowli i elementy architektoniczne      | Stan znany współcześnie        |

#### „Biała” synagoga
Czwarta, zbudowana z wapienia synagoga składała się z czterech przestrzeni: sali modlitewnej, wschodniego dziedzińca, południowego tarasu oraz genizy ulokowanej na północno-zachodnim rogu sali modlitwy. Fasada budowli została zorientowana w kierunku Jerozolimy. Główna sala przeznaczona do celebrowania modlitw została wzniesiona na planie prostokąta o wymiarach 23 m × 17,28 m. Przestrzeń była podzielona przez dwa podłużne stylobaty o szerokości 0,98 m, które wydzielały boczne nawy (po wschodniej i po zachodniej stronie). Sala modlitewna była skomunikowana bezpośrednio z położonym po wschodniej stronie trapezoidalnym dziedzińcem, otoczonym z trzech stron prostymi portykami. Na dziedziniec wiodły także trzy pary drzwi w ścianie północnej i dwie pary w ścianie południowej. Dodatkowo istniały dwa otwory okienne od wschodu. Wzdłuż południowej elewacji sali modlitewnej i dziedzińca, wybudowany był wąski taras ze stopniami usytuowanymi na wschodnim i na zachodnim końcu. Odrestaurowane fragmenty tej budowli można zwiedzać na terenie odkrytego Kafarnaum. 

### „Dom św. Piotra”
Inną szczególną budowlą był położony bliżej Jeziora Tyberiadzkiego, tzw. Dom św. Piotra. Brakuje bezpośrednich dowodów na to, że na terenie położonym na południe od synagogi był zlokalizowany rybacki dom Piotra Apostoła, jednak zebrane artefakty nie przeczą takiej tradycyjnej identyfikacji. Jest ona oparta na chrześcijańskiej tradycji i przekazach o czci jaką wyznawcy tej religii otaczali budowlę jeszcze w okresie przedkonstantyńskim. Współcześnie oznaczaniu budowli jako „dom św. Piotra” nie sprzeciwiają się publikacje izraelskie  .
„Oxford Encyclopedia of the Bible and Archaeology”  dzieli historię zabudowy tego miejsca na kilka faz.

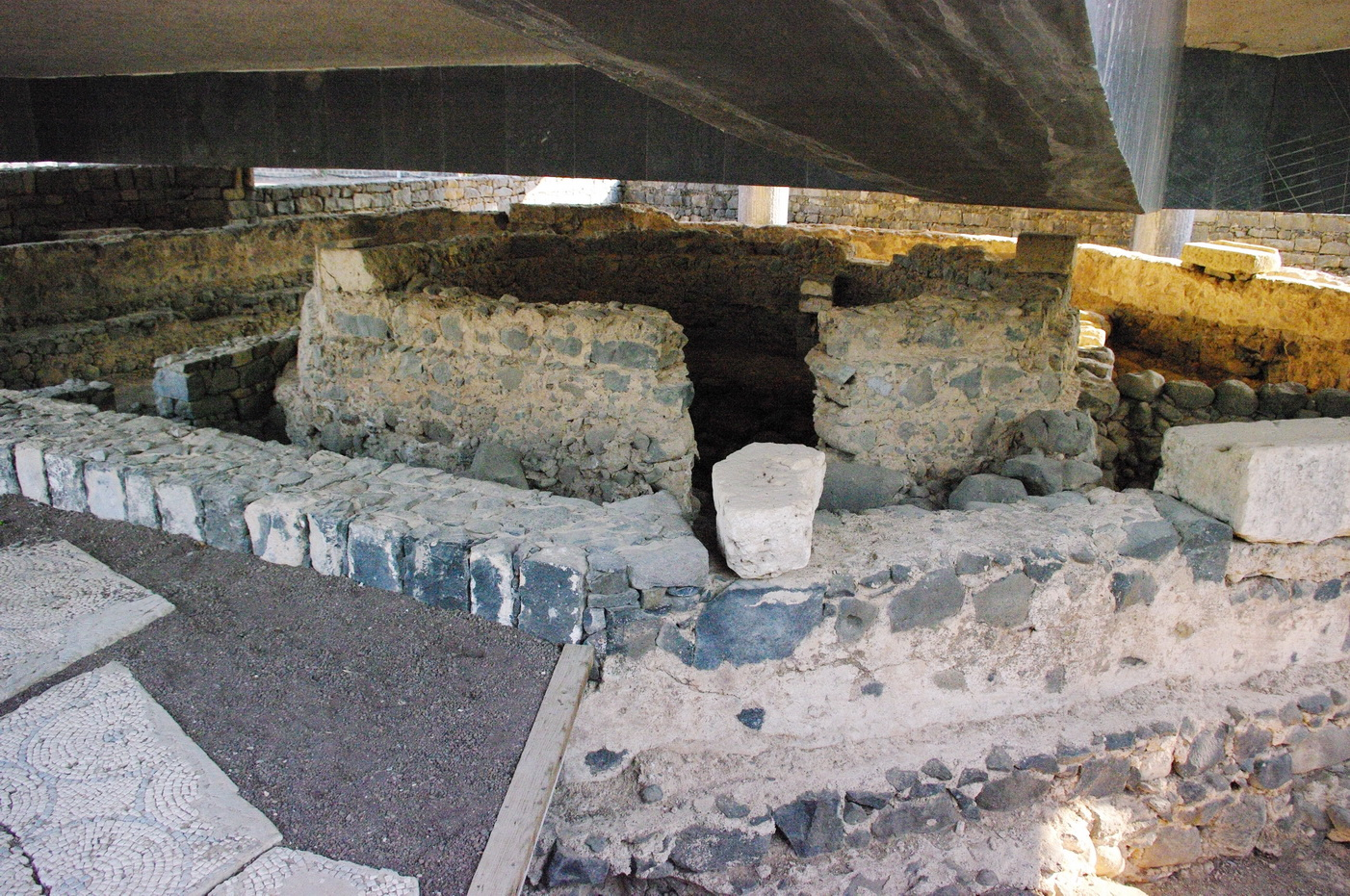
Pozostałości „domu św. Piotra”

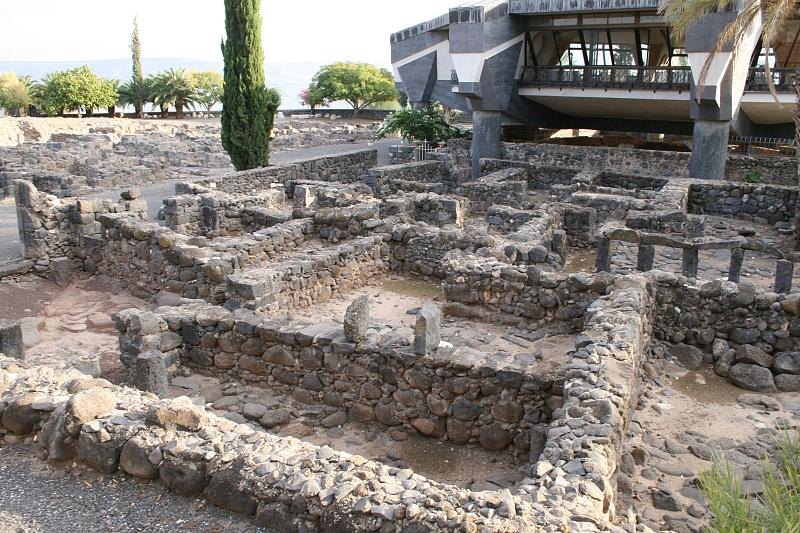
Insula na tle kościoła nad „domem św. Piotra”

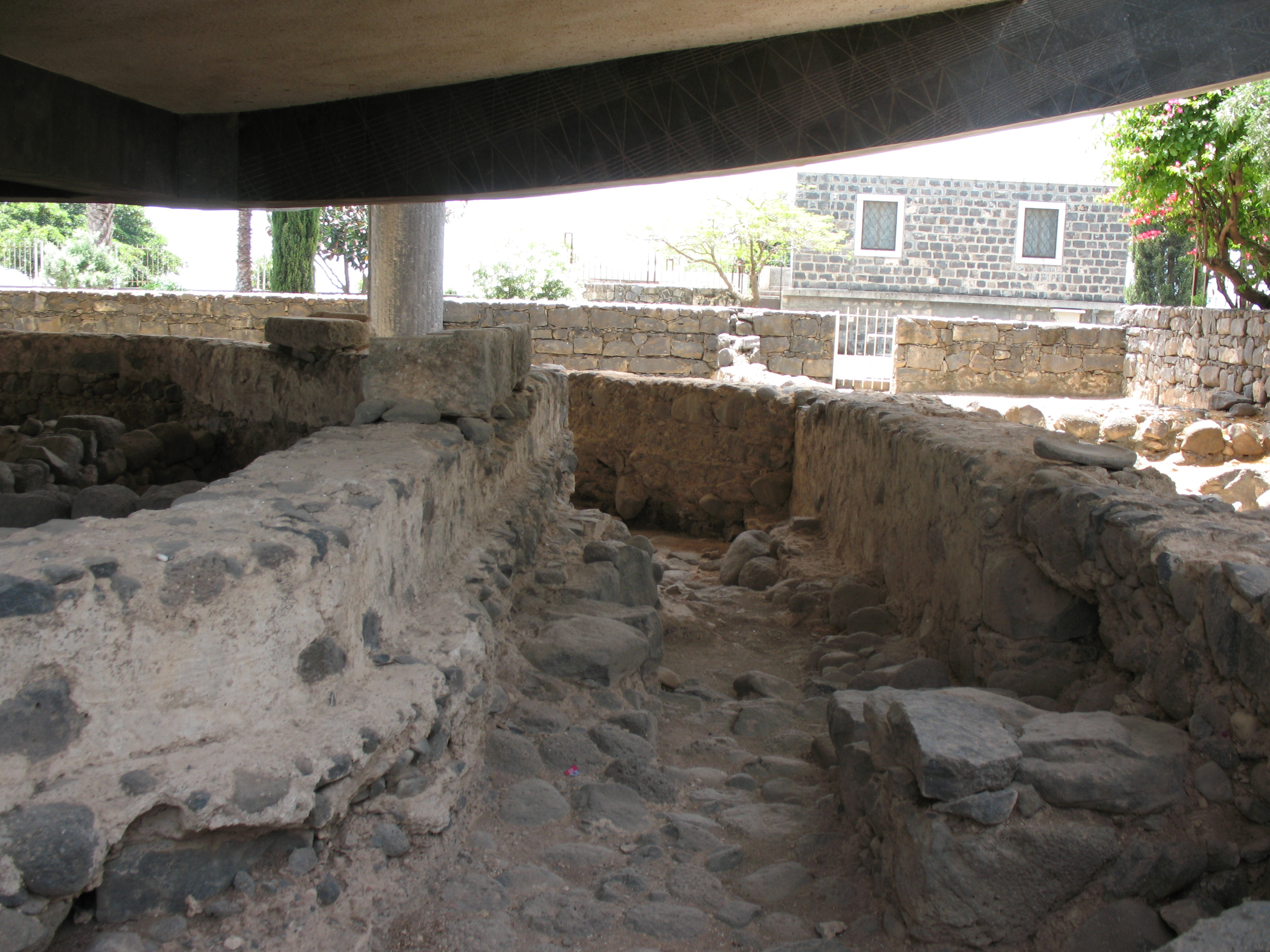
Fragmenty ścian ośmiobocznej bazyliki

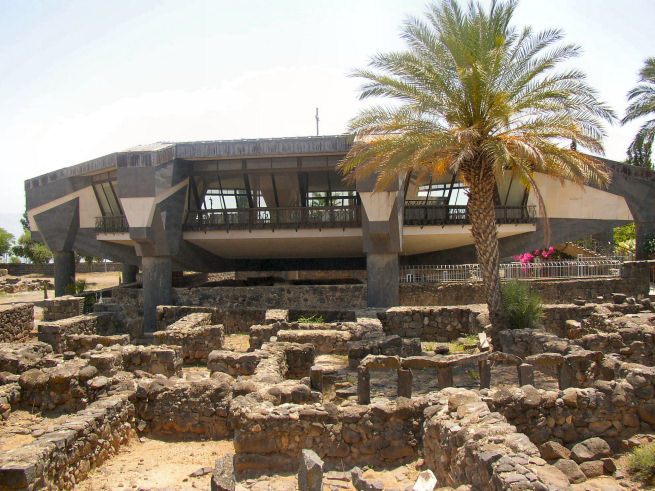
Współczesny, ośmiokątny kościół wzniesiony ponad domem św. Piotra

| Faza | Okres istnienia                        | Funkcja budowli                  | Zmiany                                                                                               |
| ---- | -------------------------------------- | -------------------------------- | --- |
| I    | I wiek p.n.e.–I wiek n.e.              | Dom z dziedzińcem                | Przebudowa pomieszczenia, zmiana funkcji na miejsce spotkań                                          |
| IIa  | II–IV wiek n.e.                        | Domus ecclesiae                  | Podsadzka i pierwsze malarskie zdobienia ścian, wzniesienie muru okalającego                         |
| IIb  | koniec IV wieku/ początek V wieku n.e. | Domus ecclesiae (rozbudowa)      | Nowy dach wsparty na łukach, budowa atrium i westybulu, oraz kolejne (2 i 3 faza?) malowidła ścienne |
| III  | V–VII wiek n.e.                        | Bazylika bizantyńska (martyrium) | Obiekt sakralny na rzucie ośmiokąta, baptysterium, posadzka z mozaikami                              |
| IV   | IX–XI wiek n.e.                        | Duży budynek (okres arabski)     | Zadaszenie budynku-kościoła                                                                          |

#### Faza I: I wiek p.n.e.– I wiek n.e.
W późnym okresie hellenistycznym teren Kafarnaum został zagospodarowany małymi domami mieszkalnymi połączonymi w insule – kompleksy o ciągłej zabudowie posiadające wspólne dziedzińce. Mury domostw zbudowane były z bazaltu układanego na sucho, a płaskie dachy miały lekką konstrukcję. Insula (oznaczana przez badaczy numerem 1), w której tradycja chrześcijańska lokuje późniejszy dom Piotra Apostoła, graniczyła od wschodu z główną ulicą miejscowości, z północnej strony z sąsiednią insulą (oznaczaną umownie numerem 2), natomiast od południa sięgała do linii brzegowej jeziora.  Najlepiej zachowane elementy zabudowy nr. 1 obejmują pomieszczenia w północnej części kompleksu. Na czworokątnym podwórku, z którego wiodło wyjście na główną ulicę, zachowały się ślady paleniska oraz pozostałości schodów wiodących w przeszłości na wyższą kondygnację.

#### Faza IIa: I–IV wiek n.e.
W fazie IIa, której początek datowany jest na drugą połowę I wieku n.e., pomieszczenie we wschodniej części insuli (w południowo-wschodniej części dziedzińca) zaczęło zyskiwać coraz większe znaczenie i poddawane było sukcesywnym przebudowom i zdobieniom. Zostało powiększone. Domostwo które w tradycji chrześcijańskiej jest utożsamiane z domem Piotra Apostoła, było wzniesione na planie zbliżonym do kwadratu o bokach długości 8 metrów, lub 8,35 m. W północno-wschodnim części zabudowań badacze odkryli, że jego fragment o powierzchni około 12 m² miał w tym okresie wyjątkową posadzkę, która powstała z co najmniej sześciu nałożonych na siebie warstw białego tynku.  Tylko to jedno pomieszczenie zostało ten sposób wyróżnione, a tego typu posadzka nie była stosowana w żadnym innym z odkrytych pomieszczeń ówczesnego Kafarnaum. Najprawdopodobniej w połowie I wieku ściany pomieszczenia które uzyskało zostały wytynkowane od wewnątrz, co było związane ze zmianą jego funkcji. Na zachowanych fragmentach tynku archeolodzy odkryli ponad sto elementów sztukatorskich z graffiti, które wskazują na Jezusa jako Pana i Chrystusa. Wśród odczytanych graffiti odnaleziono inskrypcje: „Panie Jezu Chryste pomóż słudze swemu”, „Chryste, zmiłuj się”, oraz inwokację kierowaną do Piotra. Cześć badaczy dopatrywała się wśród inskrypcji imienia Piotra, lecz inni naukowcy kwestionują te interpretacje. Teksty były wykonywane w języku greckim (124), syryjskim (18) i hebrajskim (15). Napisom towarzyszyły wizerunki małych krzyży, a w jednym przypadku łodzi. Znaczna część z tych napisów niestety nie jest czytelna. Na ozdobionych ścianach umocowane były oliwne lampki datowane na okres herodiański, natomiast w pomieszczeniu nie stwierdzono naczyń i przedmiotów codziennego użytku, co może być uznane za dodatkową przesłankę do uznania, że dotychczasowe pomieszczenie mieszkalne zostało przekształcone w domus ecclesiae czyli budowlę wykorzystywaną na potrzeby kultu chrześcijańskiego. Można ją uznać za najstarszy kościół chrześcijański w Palestynie. 
W III wieku posadzka została podniesiona o około 80 cm, a ściany zyskały okładzinę z kolorowego tynku. W IV wieku wstawiono łuk (zorientowany: północ-południe), na którym wsparł się solidny dach, a na posadce pojawiła się polichromia. Wśród motywów roślinnych pojawiały się drzewa, gałęzie, granaty i kwiaty, a wnętrze było zdobione zasłonami i fałszywym marmurem.
W IV wieku owo centralne pomieszczenie było oddzielone od pozostałych sektorów miasta solidnym murem, a nad nim skonstruowano mocny dach. Z dwóch stron z czasem dobudowano dodatkowe pomieszczenia, a jedyne dwa wyjścia zlokalizowane było w północnej i w południowej części. Jerome Murphy-O’Connor przypomina wzmiankę Egerii w Itinerarium, że „dom księcia apostołów przekształcono w kościół”. Rozbudowa mogła być prowadzona przy udziale chrześcijanina, bogatego Żyda Józefa z Tyberiady, który otrzymał od cesarza Konstantyna upoważnienie do budowy kościoła w Kafarnaum. 

#### Faza IIb: koniec IV wieku/ początek V wieku n.e.
Kolejna przebudowa jest datowana na przełom IV i V wieku. Zdaniem autorów  „Oxford Encyclopedia of the Bible and Archaeology” na tynkach istniało wówczas około 360 elementów graffiti, wśród nich symbole krzyża, łodzi, chrystologicznych oznaczeń oraz napisy, głównie po grecku, ale i w języku aramejskim i syryjskim. Były to ślady pozostawione przez lokalnych chrześcijan i pielgrzymów. Opis pozostawiony przez Egerię stanowi potwierdzenie, że owo pomieszczenie mogło zawierać przestrzeń dawnego domu Piotra, a kolejne przebudowy nadawały mu charakter sakralny (domus-ecclesiae). Począwszy od wieku IV do sanktuarium wiodło tylko dwoje drzwi – po południowej i po północnej stronie. Od strony południowej wchodziło się na mały, wytynkowany dziedziniec, a stąd wiodło wejście do prostokątnego przedsionka, którego posadzka także była pokryta tynkiem. Z przedsionka wiodło przejście do dwóch sal przylegających bezpośrednio do czczonego pomieszczenia.

#### Faza III: V–VII wiek n.e.
Pod koniec V wieku domus ecclesiae zostało częściowo rozebrane prawdopodobnie przez lokalną społeczność judeo-chrześcijańską. Na jego miejscu zbudowano Martyrium, które powstało z trzech koncentrycznie ułożonych ośmiokątów, z których centralny był usytuowany w miejscu czczonego wcześniej pomieszczenia, pośredni służył dla komunikacji i zapewniał dostęp z każdej strony, natomiast zewnętrzny łączył się z bocznymi pomieszczeniami pomocniczymi. Do wschodniej ściany dobudowano absydę, w której najprawdopodobniej zlokalizowano baptysterium. Posadzka bazyliki była wyłożono mozaiką.  Na obrzeżu budowli były dość proste, a w centralnej części wyrafinowane. Zawierała motywy roślinne i geometryczne, a w części centralnej przedstawiony był paw. W bocznych pomieszczeniach usytuowanych w południowym obrzeżu  sanktuarium odkryto pozostałości po urządzeniu do tłoczenia oliwy, co może sugerować istnienie zorganizowanej wspólnoty kościelnej. Być może nawet monastycznej. Niektórzy autorzy twierdzą, że świątynię użytkowano do VII wieku.

#### Faza IV: VIII–XI wiek n.e.
Bazylika została zniszczona przez trzęsienie ziemi w 749 roku. Ruiny rozebrano, aż do mozaik. Na bazie części ścian nośnych powstał znacznie większy budynek, rozciągnięty w kierunku północnym. Obejmował część terenu insuli nr. 2. Jego przeznaczenie jest nieznane.

#### XX wiek
Pod koniec lat 80. XX wieku nad odkrytymi fragmentami starożytnych budowli wzniesiono katolicki kościół. Ośmioboczny budynek jest rozpięty na betonowych palach i ma przypominać kształtem łódź rybacką.

## Inne obiekty
Obok stanowiska archeologicznego znajduje się klasztor Franciszkanów w Kafarnaum oraz monaster Dwunastu Apostołów należący do prawosławnego Patriarchatu Jerozolimy (wybudowany w 1931 r.). W 1986 roku w wodach jeziora przy Kafarnaum odkryto dobrze zachowaną starożytną łódź rybacką datowaną na I wiek. Znalezisko jest eksponowane w sąsiednim kibucu Ginnosar.
W północno-wschodniej części od stanowiska archeologicznego utworzono Park Narodowy Kafarnaum. Jak informuje witryna internetowa parku, jego główna część zajmuje obszar 8 hektarów i jest ogólnodostępna przez cały rok. Park obejmuje naturalną roślinność Ziemi Świętej. Poza miejscami rekreacyjnymi znajduje się tutaj przystań. Istnieje możliwość odbycia wycieczki łodzią po Jeziorze Tyberiadzkim.

## Transport
W bezpośrednim sąsiedztwie Kafarnaum przebiega droga nr 87, którą jadąc na południowy zachód dojeżdża się do skrzyżowania z drogą nr 90, lub na północny wschód do skrzyżowania z drogą nr 92. Połączenie komunikacją publiczną zapewniają liczne połączenia autobusowe. Najbliższy przystanek Comer Kefar Nachum zlokalizowany jest 3,2 km od wykopalisk w Kafarnaum. Po drodze mija się sanktuarium Rozmnożenia Chleba i kościół Prymatu Piotra.